# Inger Stender
Inger Marguerita Stender (født 7. juni 1912 i København, død 26. juni 1989 på Frederiksberg) var en dansk skuespillerinde.
Hun blev uddannet på Komediehusets og Det ny Teaters elevskoler og debuterede i 1931.
Herefter fortsatte hun karrieren på Riddersalen, Nørrebros Teater, Apolloteatret, Odense Teater, Folketeatret, igen Det Ny Teater og turnéer i provinsen.
Blandt de film hun medvirkede i kan nævnes:
- Hotel Paradis – 1931
- Odds 777 – 1932
- Lynet – 1934
- Der var engang en vicevært – 1937
- Mille, Marie og mig – 1937
- Komtessen på Stenholt – 1939
- Jeg har elsket og levet – 1940
- Sommerglæder – 1940
- En pige med pep – 1940
- Barnet – 1940
- En mand af betydning – 1941
- Thummelumsen – 1941
- Natekspressen (P. 903) – 1942
- En pige uden lige – 1943
- Som du vil ha' mig – 1943
- Moster fra Mols – 1943
- Alt for karrieren – 1943
- Så mødes vi hos Tove – 1946
- Fodboldpræsten – 1951
- Fra den gamle købmandsgård – 1951
- Jan går til filmen – 1954
- Ung kærlighed – 1958
- Peters baby – 1961
- Cirkus Buster – 1961
- Kampen om Næsbygaard – 1964
- Mord for åbent tæppe – 1964
- Don Olsen kommer til byen – 1964
- Næsbygaards arving – 1965
- Krybskytterne på Næsbygaard – 1966
- Midt i en jazztid – 1969
- Christa – 1970
- Farlige kys – 1972
- I din fars lomme – 1973
- Strømer – 1976
- Terror – 1977
- Slægten – 1978
- Næste stop - Paradis – 1980
- Sådan er jeg osse – 1980